# Agios Kirykos
Agios Kirykos (griechisch Άγιος Κήρυκος (m. sg.)) ist eine Kleinstadt mit rund 2218 Einwohnern (2011) auf der griechischen Insel Ikaria. Zusammen mit den Ortsgemeinschaften Chrysostomos und Perdiki bildet sie seit der Verwaltungsreform 2010 den Gemeindebezirk Agios Kirykos (Δημοτική Ενότητα Αγίου Κηρύκου) in der neu geschaffenen Gemeinde Ikaria.
1918 als Landgemeinde (kinotita) anerkannt, wurde Agios Kirykos im Laufe der Zeit durch Eingemeindungen vergrößert und 1964 zur Stadtgemeinde (dimos) erhoben. 1997 erfolgte die Eingemeindung der Nachbargemeinden.

## Lage
Der Gemeindebezirk Agios Kirykos nimmt den östlichen Teil von Ikaria ein. Auf ihrer gesamten Länge wird die Insel von Nordost nach Südwest vom Atheras-Gebirge (Αθέρας; antike Bezeichnung Pramnos Πράμνος), durchzogen. Die Grenze zum westlich gelegenen Gemeindebezirk Evdilos verläuft auf einer Länge von etwa 7 km in unmittelbarer Nähe des Hauptkammes. Hier liegt auch die höchste Erhebung der Insel, der 1037 m hohe Efanos (Εφανός), nur 2 km von der Südküste entfernt. Die nächstgelegenen Inseln sind Fourni 10 km und Samos 19 km östlich. Im Südosten liegt Patmos 35 km entfernt. Nach Mykonos im Westen sind es 45 km und Chios liegt etwa 70 km entfernt nördlich.

## Gliederung
Der Gemeindebezirk untergliedert sich in den Stadtbezirk Agios Kirykos und zwei Ortsgemeinschaften mit zahlreichen zerstreut liegenden Siedlungen. Die Einwohnerzahlen entstammen der Volkszählung von 2011.
| Stadtbezirk Ortsgemeinschaft | griechischer Name                | Code     | Fläche (km²) | Einwohner 2001 | Einwohner 2011 | Dörfer und Siedlungen |
| ---------------------------- | -------------------------------- | -------- | ------------ | -------------- | -------------- | --- |
| Agios Kirykos                | Δημοτική Κοινότητα Αγίου Κηρύκου | 54010101 | 34,094       | 2545           | 2955           | Agios Kirykos, Exo Faros, Therna Lefkados, Therma, Kamba, Katafygi, Lardades, Mavrato, Mavrikato, Moni Lefkados Evangelismos, Xylino, Xylosirtis, Oxea, Tsouredes, Fanari |
| Perdiki                      | Τοπική Κοινότητα Περδικίου       | 54010102 | 27,362       | 0366           | 0334           | Perdiki, Agia Kyriaki, Kioni, Mileopo, Monokambi, Ploumari |
| Chrysostomos                 | Τοπική Κοινότητα Χρυσοστόμου     | 54010103 | 13,911       | 0332           | 0222           | Chrysostomos, Vardarades, Vaoni, Livadi, Plagia |
| Gesamt                       | Gesamt                           | 540101   | 75,367       | 3243           | 3511           | |

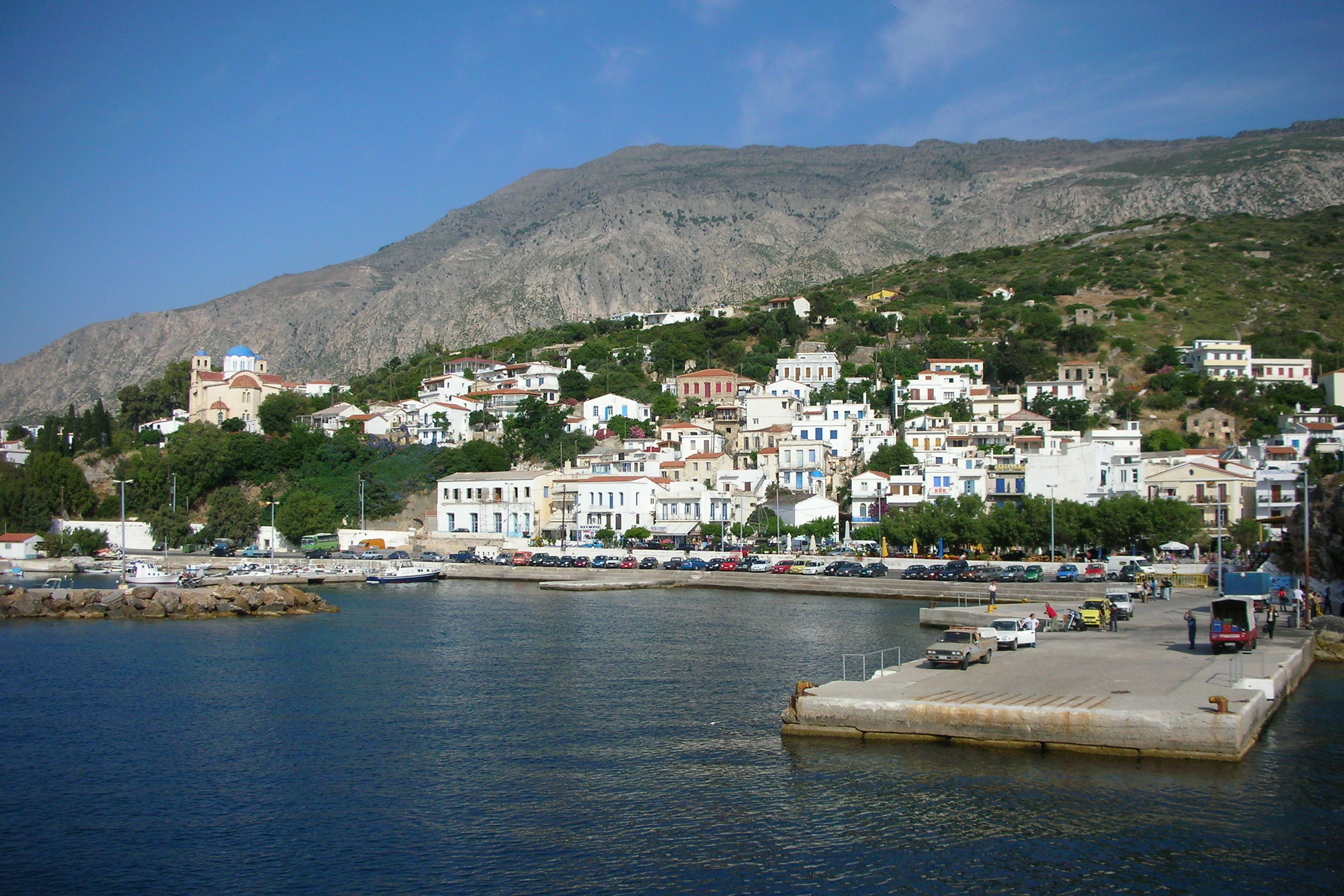
Agios Kirykos
Agios Kirykos Αγίος Κηρύκος (m. sg.) ist der Verwaltungssitz der Gemeinde Ikaria. Zusammen mit den umliegenden Siedlungen zählt sie 2955 Einwohner, die Kleinstadt Agios Kirykos selbst 2218 Einwohner. Östlich von Agios Kirykos wurde eine jungsteinzeitliche Siedlung entdeckt. Die Fundamente und Böden der Ruinen sind aus Stein, rund und weisen Durchmesser von 3,70 m bis 5,20 m auf. Weitere Archäologische Funde bezeugen eine Besiedlung in der Antike. Vermutlich aufgrund von Piratenüberfällen wurde der Ort aber aufgegeben und erst um 1750 wurde die Gegend wieder besiedelt. Der Hafen von Agios Kirykos ist der bedeutendste der Insel. Tägliche Fährverbindungen von Piräus über die Kykladen nach Samos. Zusätzlich bestehen regelmäßige Verbindungen mit Fourni.
- Therma (Θέρμα (n. pl.)) liegt 2 km nordöstlich von Agios Kirykos am Meer. Therma war die eine Kolonie Milets auf Ikaria. Da keine Anzeichen von Landwirtschaft oder Viehzucht in antiker Zeit vorliegen, wird angenommen, dass bereits damals die Nutzung der heißen Quellen dem Ort wirtschaftlichen Reichtum einbrachte. Heute sind von den aus hellenistischer und römischer Zeit stammenden Bädern nur wenige Wannenfragmenten erhalten.
- Fanario (Φανάριο) auch Faros (Φάρος) ist der nordöstlichste Ort der Insel und liegt etwa 10 km von Agios Kirykos entfernt am Meer. Der Flughafen Ikaria Island National Airport „Icarus“ befindet sich eineinhalb Kilometer nördlich. Weitere 2 km nordöstlich liegt der antike Ort Drakano (Δράκανο). Die Festung Drakano wurde während der Zeit Alexanders des Großen im 4. Jahrhundert v. Chr. errichtet. Von den Befestigungsanlagen und der antiken Stadt, die für ihre Weinproduktion bekannt war, ist noch ein etwa 12 m hoher Turm aus Kalkstein erhalten. Er diente als Beobachtungsposten des Seeverkehrs zwischen Ikaria und Samos und ist einer der besterhaltenen athenischen Wachtürme der hellenistischen Epoche. Die Griechische Marine beschädigte 1827 den Turm bei Zielübungen.
- Xylosyrtis (Χυλοσύρτης (m. sg.)) ist ein am Meer gelegenes Dorf 5 km südlich von Agios Kirykos. Der Ort war in Griechenland bekannt für die Produktion von Aprikosen. Die heutige Erzeugung bedient nur noch den lokalen Markt und erreicht etwa ein Zehntel der Spitzenproduktion der 1940er Jahre. In der Nähe des Ortes befindet sich die Quelle Athanato Nero (Αθάνατο Νερό). Dem Wasser wird eine Therapiewirkung u. a. bei Magenleiden nachgesagt.

In der weiteren Umgebung von Agios Kirykos liegen weitere Siedlungen, besonders nördlich in unmittelbarer Nähe der Straße nach Evdilos.
Perdiki
Perdiki (Περδίκι (n. sg.)) liegt auf der Nordseite der Insel in etwa 370 m Höhe, 6 km nördlich von Agios Kirykos. Der Ortsname wurde erstmals in einem Vertrag von 1681 erwähnt. Im Volkskundlichen Museum sind Geräte und Werkzeuge (zum Teil aus dem 17. Jahrhundert) ausgestellt.
Im Dorf Miliopo (Μηλιωπό (n. sg.)) befinden sich Reste einer frühchristlichen Basilika aus dem 4. Jahrhundert n. Chr.
Chrysostomos
Chrysostomos (Χρυσόστομος (m. sg.)) liegt 6 km südwestlich von Agios Kirykos in etwa 300 m Höhe.